# Dryżyna Hrebla
Dryżyna Hrebla (ukr. Дрижина Гребля) – wieś na Ukrainie, w obwodzie połtawskim, w rejonie połtawskim, w hromadzie Biłyky. W 2001 liczyła 735 mieszkańców, spośród których 713 wskazało jako ojczysty język ukraiński, 16 rosyjski, 1 mołdawski, 1 białoruski, a 4 inny.